# Bình Thuận, Bình Sơn
Bình Thuận là một xã thuộc huyện Bình Sơn, tỉnh Quảng Ngãi, Việt Nam.
Xã Bình Thuận có diện tích 18,71 km², dân số năm 1999 là 6304 người, mật độ dân số đạt 337 người/km².